# 南阿蘇村立久木野小学校
南阿蘇村立久木野小学校（みなみあそそんりつくぎのしょうがっこう）は、熊本県阿蘇郡南阿蘇村大字河陰にある小学校。

## 沿革
久石小学校
- 1871年(明治4年) - 平原校創立（1866年）。藤波校創立（1869年）。
- 1874年(明治7年) - 藤波小学校、田崎小学校設立。
- 1894年(明治27年) - 藤波小学校、平原小学校合併し久石尋常小学校となる。
- 1898年(明治31年) - 平原分教場、藤波分教場を統合し久石尋常小学校となる。
- 1906年(明治39年) - 高等科設置。
- 1923年(大正12年) - 久石尋常高等小学校と改称。
- 1941年(昭和16年)4月 - 久石国民学校と改称。
- 1947年(昭和22年)4月 - 久木野村立久石小学校と改称。
- 1972年(昭和47年)3月 - 河陰小学校と統合し久木野村立久木野小学校となる。久石校舎とする。

河陰小学校
- 1873年(明治6年)10月 - 河陰室町に授業場開設。
- 1874年(明治7年) - 堀渡小学校、中原小学校設立。
- 1875年(明治8年)4月 - 堀渡小学校（谷下学校）を河陰小学校の分教場とする。
- 1891年(明治24年)3月 - 掘渡尋常小学校として独立。
- 1892年(明治25年)10月 - 堀渡尋常小学校を再び分教場とする。
- 1901年(明治34年)2月 - 河陰尋常小学校、柿野に移転。
- 1906年(明治39年) - 高等科設置。
- 1923年(大正12年)4月 - 河陰尋常高等小学校と改称。
- 1941年(昭和16年)4月 - 河陰国民学校と改称。
- 1947年(昭和22年)4月 - 久木野村立河陰小学校と改称。
- 1972年(昭和47年)3月 - 久石小学校と統合し久木野村立久木野小学校となる。河陰校舎とする。

久木野小学校
- 1972年(昭和47年)3月 - 久石小学校と河陰小学校が統合し久木野村立久木野小学校となる。それぞれ久石校舎、河陰校舎とする。
- 1974年(昭和49年)4月 - 完全統合。
- 2005年(平成17年)2月13日 - 南阿蘇村立久木野小学校と改称。

## 学校周辺
- 熊本県道28号熊本高森線